# Ivar Johansson (lutte)
Pour les articles homonymes, voir Johansson.
Ivar Valentin Johansson (né le 31 janvier 1903 à Norrköping et mort le 4 août 1979 dans la même ville) est un lutteur suédois, pratiquant la lutte libre et la lutte gréco-romaine.
Il dispute quatre éditions des Jeux olympiques ; il est éliminé au troisième tour en lutte gréco-romaine en 1928 à Amsterdam en moins de 75 kg, et remporte trois médailles d'or : deux en lutte gréco-romaine, en 1932 à Los Angeles en moins de 72 kg et en 1936 à Berlin en moins de 79 kg, et une en lutte libre en 1932 en moins de 79 kg.
Il remporte aussi aux Championnats d'Europe neuf médailles d'or (en lutte gréco-romaine en 1931, 1934, 1935, 1937, 1938 et 1939 et en lutte libre en 1934, 1935 et 1937), une médaille d'argent en lutte gréco-romaine en 1930 et une médaille de bronze en lutte gréco-romaine en 1929.